# Mi-parti

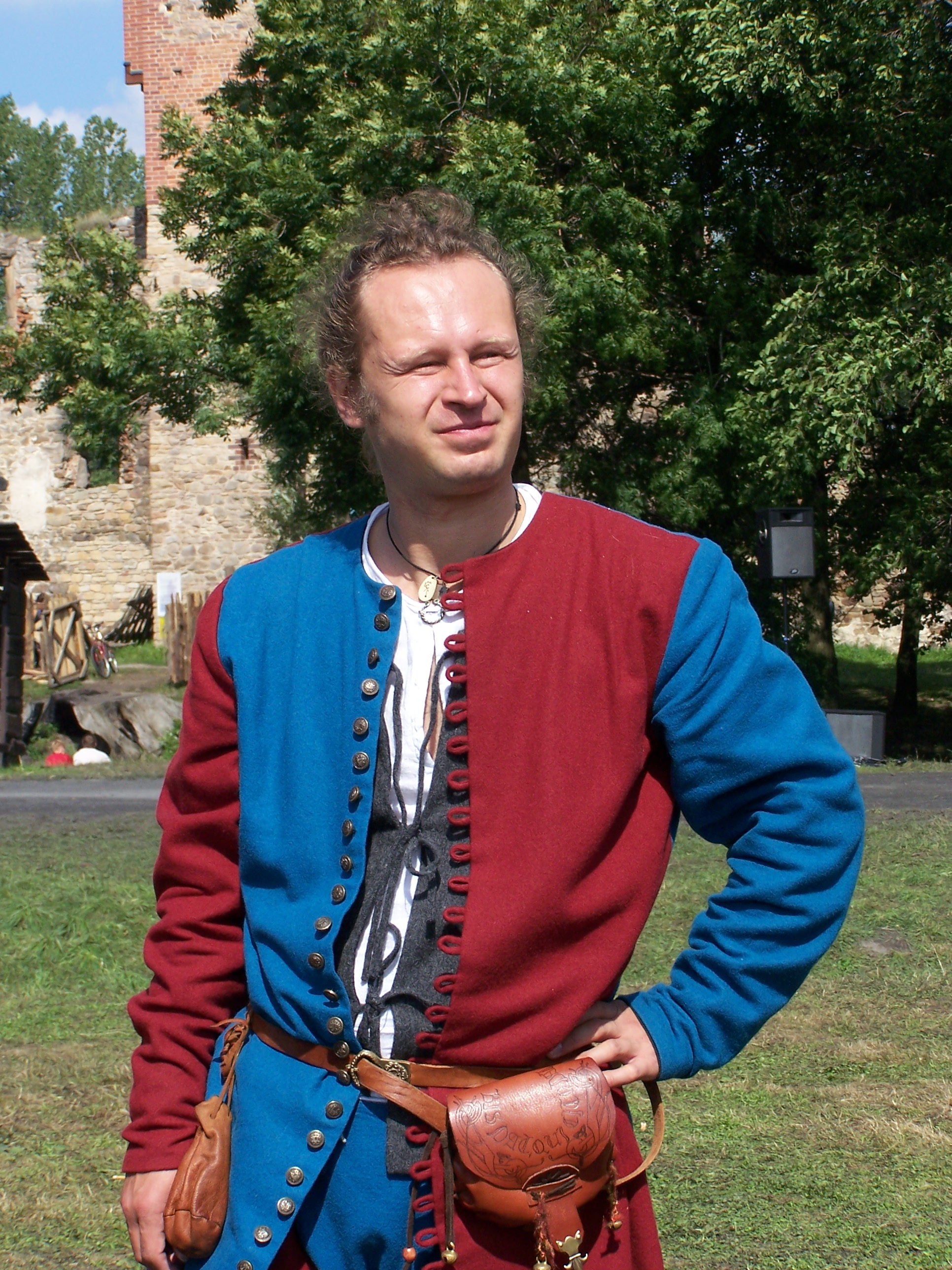
Man i cotehardie i mi-parti rött och blått. Medeltidsfestival i Polen. Ärmarna på ett plagg i mi-parti var under medeltiden i samma sidas färg och inte kontrafärgade som mannens på fotografiet.

Mi-parti (delad på mitten) är en ursprungligen fransk heraldisk term som innebär att en sköld är lodrät delad och att vänster och höger fält därmed har olika färger. Termen används på svenska främst om kläder med samma färgställning; i svensk heraldik används termen kluven om en sköld som är delad på detta sätt.
Kläder i mi-parti var mycket moderna under en period av medeltiden.
Gycklarens traditionella dräkt tar upp mi-partimodet.

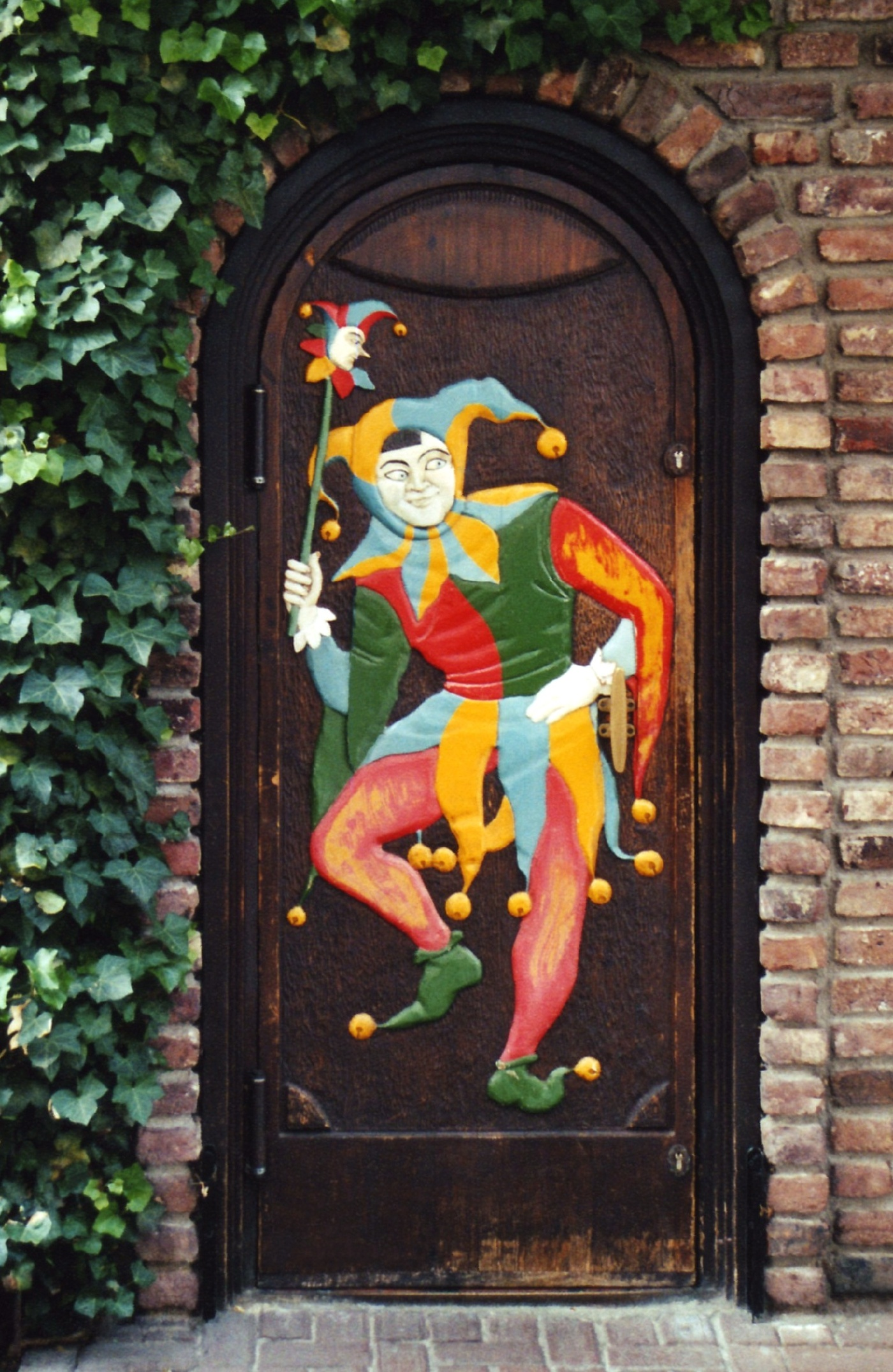
Gycklare med dräkt vars livplagg är i mi-parti grönt och rött. Avbildning på dörr i Tyskland.
Sköld kluven i rött och guld, där vardera fältet i fransk heraldisk terminologi kan kallas mi-parti.
Vapnet för kommunen La Canourgue i Languedoc-Roussillon: parti : au premier mi-parti d'azur aux deux fleurs de lys d'or, au second d'argent au lévrier de sable courant en bande, colleté d'or.
Vapnet för kommunen Weyer i Alsace: parti : au premier de sinople à la crosse d'or, au second mi-parti de sable à l'aigle bicéphale d'argent, becquée et membrée d'or, lampassée de gueules.